# Langkampfen
Langkampfen est une commune autrichienne du district de Kufstein dans le Tyrol.

## Géographie
La commune de Langkampfen est située dans la vallée de l'Inn, sur la rive nord de la rivière, entre Kirchbichl et Kufstein.

## Histoire
Langkampfen est connue dès le VIIIe siècle.